# دونا هاراوی
دانا جی هاراوی (به انگلیسی: Donna j Harraway) (زاده ۶ سپتامبر ۱۹۴۴) استاد برجسته بازنشسته با حفظ کرسی دانشکده مطالعات هشیاری و دانشکده مطالعات فمینیستی در دانشگاه کالیفرنیا در سانتا کروز، ایالات متحده است. هاراوی محققی برجسته در زمینه مطالعات فناوری و علم است که در اوایل دهه ۱۹۹۰ به عنوان یک "فمینیست و با کمی اغماض پسانوگرا طبقه‌بندی می‌شد. و نویسنده کتاب‌ها و مقالات متعددی است که در آن سوالات پیرامون علم و فمینیسم را در کنار یکدیگر قرار می‌دهد؛ مثلاً "بیانیه سایبورگ: علم و فناوری و فمینیسم سوسیالیستی در اواخر قرن بیستم" (۱۹۸۵) و "دانش‌های موقعیتی: سؤال از علم در فمینیسم و ترجیح دیدگاه ناقص " (1988).
هاراوی مطالعات زنان و تاریخ علم را در دانشگاه هاوایی و دانشگاه جانز هاپکینز آموخته است. آثار هاراوی به مطالعه روابط انسان و حیوان و انسان و ماشین کمک می‌کند. آثار او در زمینه نخستی‌شناسی، فلسفه و زیست‌شناسی رشد بحث‌های متعددی برانگیخته است.
هاراوی از سال ۱۹۹۰ تا ۱۹۹۶ با نظریه‌پرداز فمینیستی لین رندولف وارد یکسری مبادلات همکارانه شد. کار آن‌ها روی ایده‌هایی خاص که فمینیسم را به علوم فناوری (Technoscience)، آگاهی سیاسی و دیگر مسائل اجتماعی مرتبط می‌ساخت دیدگاه‌ها و روایت‌های کتاب هاراوی با عنوان هوشمندی متواضعانه (Modest_Witness) را شکل داد. بخاطر این کتاب وی در سال ۱۹۹۹ جایزه لودویک فلک جامعه مطالعات اجتماعی علم را کسب کرد. در سپتامبر سال ۲۰۰۰ هاراوی بالاترین جایزه جامعه مطالعات اجتماعی علوم با عنوان جی دی برنل را به خاطر "مشارکت‌های برجسته " در حیطه مطالعاتی کسب کرد
.

## اوایل زندگی
مادر او که متأثر از خانواده‌ای شدیداً کاتولیک ایرلندی بود هنگامی که او ۱۶ ساله بود از دنیا رفت. هاراوی دوره دبیرستان را در دبیرستان تابعه آکادمی سنت مری در روستای چری هیلز کلرادو طی کرد. هاراوی در سه رشته جانورشناسی، فلسفه و ادبیات در کالج کلرادو فارغ‌التحصیل شد. پس از کالج به پاریس نقل مکان کرد و مطالعه فلسفه تکاملی و الهیات در بنیاد تیلارد دو شاردن (Teilhard de Chardin) را با بورس تحصیلی فولبرایت دنبال کرد. در سال ۱۹۷۰ او دکترای خود در زیست‌شناسی دانشگاه ییل را به پایان رساند. رساله او در مورد استفاده از استعاره در شکل‌دادن به آزمایش‌های تجربی زیست‌شناسی با عنوان «جستجو برای سازماندهی روابط: یک پارادایم آندام وار در زیست‌شناسی رشد قرن بیستم» بود. این رساله بعداً در قالب یک کتاب تحت عنوان کریستال‌ها، بافت‌ها و میدان‌ها: استعاره اندام واره در زیست‌شناسی تکاملی قرن بیستم منتشر شده است. هاراوی دریافت‌کننده چندین بورسیه است، خود او هم این موضوع را باطنز پذیرفته است: (اشاره به جنگ سرد و هژمونی پس از جنگ آمریکا): «... افرادی مثل من در تلاش‌های علمی ملی تبدیل به منابع ملی شدند؛ بنابراین پول کافی وجود داشت تا حتی مغز دختران کاتولیک ایرلندی نیز آموزش داده شود.»

## تم اصلی

### بیانیه سایبورگ
هاراوی در سال ۱۹۸۵ مقاله "بیانیه سایبورگ: علم و فناوری و فمینیسم سوسیالیستی در دهه ۱۹۸۰ را در مجله سوسیالیست رویو (Socialist Review) منتشر ساخت. اگر چه بسیاری از کارهای متاخر هاراوی روی موضوع تعصب مردانه در فرهنگ علمی تأکید داشت، او در شکل‌گیری روایت‌های فمینیستی قرن بیستم نیز نقش مهمی داشت. هاروی این بیانیه را پاسخی به افزایش محافظه کاری در طول دهه ۱۹۸۰ در ایالات متحده می‌دانست، برای اینکه فمینیست‌ها جایگاه واقعی در جهان داشته باشند باید لاجرم واقع شدگی خودشان درون چیزی که او "انفورماتیک سلطه" می‌نامد بپذیرند زنان، دیگر در خارج در یک سلسله مراتب تبعیض دوگانه قرار ندارند بلکه عمیقاً آغشته، مورد سوء استفاده و در تعارض با هژمونی شبکه‌ای قرار دارند و باید سیاست خودشان را بر این اساس تنظیم کنند.
طبق «بیانیه سایبورگ» هاراوی، «هیچ چیز پیرامون زنانگی وجود ندارد که به‌طور طبیعی زنان را در یک رده واحد به هم متصل کند. حتی چیزی به اسم 'وجود' زنانه هم وجود ندارد. وجود زنانه خود رده‌ای برساختی است که در گفتمان‌های علمی جنسی و دیگر کردارهای اجتماعی برساخته می‌شود.». سایبورگ نیازمند یک هویت ذات باورانه و پایدار نیست و فمینیست‌ها باید ائتلاف خودشان را بر اساس «میل و کشش» (affinity) به جای هویت شگل بدهند. برای اینکه بحثش را مستدل کند او عبارت «زنان رنگین پوست» را تحلیل می‌کند و پیشنهاد می‌دهد که زنان رنگین‌پوست نمونه‌ای از سیاست‌ورزی مبتنی بر کشش است. با استفاده از اصطلاح ابداعی توسط نظریه‌پردازی با نام چلا سندول (Chela Sandoval) هاروی می‌نویسد که «هشیاری مقابله‌ای (oppositional consciousness) با سیاست سایبورگ قابل مقایسه است، چرا که نه بر هویت که بر چگونگی پدید آمدن میل و کشش به واسطه غیریت (otherness)، تفاوت و خاص بودن تأکید دارد».

### سایبورگ فمینیسم
در مقاله بروز شده اش با عنوان «بیانیه سایبروگ: علم، فناوری و مطالعات فمینیستی در اواخر قرن بیستم» که در کتابش با عنوان میمون‌ها، سایبروگ‌ها و زنان: بازآفرینی طبیعت(۱۹۹۱) چاپ شد هاروی با اشاره به جوش خوردن ماشین‌ها و ارگانیسم در تشکیل سایبروگ‌ها از استعاره سایبروگ برای تبیین اینکه تناقض‌های بنیادی نظریه فمینیسم باید به جای رفع شدن ترکیب شوند استفاده می‌کند. بیانیه سایبورگ هاراوی از لحظه انتشارش حیطه‌های نظریه نقدی، مطالعات علم، مطالعات فمینیستی را متأثر ساخته است. بیانیه سایبورگ یک نقد فمینیستی مهم از سرمایه‌داری نیز محسوب می‌شود.

### دانش‌های واقع شده
دانش‌های واقع شده، سؤال از علم در فمینیسم و ترجیح جزئی نگری"چشم‌انداز هاراوی برای علم فمینیستی را ترسیم می‌کند. مقاله به عنوان نقدی بر کتاب ساندرا هاردینگ' با عنوان " سؤال از علم در فمینیسم (۱۹۸۶) و پاسخی به مفهوم "علم جانشین " هاردینگ نگاشته شده است. هاراوی مداخله فمینیستی در سنن مردانه شده بیان علمی و مفهوم عینیت را مورد نقد قرار می‌دهد. مقاله هاراوی انتقادش به نقد فمینیستی سنتی را در استعاره قطبی‌سازی بیان می‌کند. در یک قطب کسانی هستند که ادعا می‌کنند که علوم کردارهایی بیانی هستند و "علم یک متن چالش‌برانگیز و حیطه قدرت است". در قطب دیگر کسانی هستند که به نسخه فمینیستی عینیت علاقه‌مندند، موضعی که هاراوی آن را با عنوان "تجربه گرایی فمینیستی"توصیف می‌کند.

### چشم‌انداز پستانداران
کارهای هاراوی در تاریخ علم و زیست‌شناسی نیز ریشه دارد. در کتاب " چشم‌انداز پستانداران: جنسیت، نژاد و طبیعت در جهان علم مدرن (۱۹۹۰)" او بر استعاره‌ها و روایاتی هدایتگر علم نخستی‌شناسی تمرکز می‌کند. او ادعا می‌کند که این تمایل وجود دارد که داستانهای پیرامون "رقابت و رابطه جنسی، باروری رقابتی میان نرهای مهاجم و ماده‌های پذیرنده [که] تدام نسل بعضی گونه‌ها را تسهیل و برخی را مشکل می‌سازد" مردانه روایت شود. او معتقد است که نخستی‌شناسان زن بر مشاهدات دیگری تمرکز خواهند داشت که نیازمند ارتباطات و فعالیت‌های بقای اولیه بیشتر باشد و دیدگاهی متفاوت به منشأ علم و فرهنگ خواهد داشت او در استدلالش بر نمونه‌هایی از روایات و ایدئولوژی‌های جنسیت، رقابت و کلاس تکیه دارد، هاراوی اساسی‌ترین برساخت‌های داستان‌های علم پیرامون طبیعت انسان را بر اساس مطالعه نخستی‌سانان زیرسوال می‌برد. در چشم‌انداز پستانداران می‌نویسد:
«همواره امید داشتم که تمرکز غیرمستقیم و گاهی اوقات معکوس، بازنگری در روایت‌های غربی پایا پیرامون تمایز به ویژه تفاوت‌های جنسی و نژادی را تسهیل کند. تصور شرایط مرزی در زمینه تولید مثل به خصوص در مورد بقا و شرایط مرزی در مورد تولید مثل و بقا موجب ترسیم منشاء و پایان تاریخ به صورتی که در سنت غربی این نوع پیچیده بیان شده، می‌شود».
هدف هاراوی برای علم این است که «محدودیت‌ها و امکان‌ناپذیری 'عینیت' خود را بپذیرد و برخی از بازنگری‌های پیشنهادی توسط نخستی‌شناسان فمینیست را مدنظر قرار بدهد». هاراوی جایگزینی به دیدگاه‌های ایدئولوژی‌های پذیرفته شده عرضه می‌کند که نحوه خلق داستان‌های علمی پیرامون ماهیت انسان را شکل می‌دهند. هاراوی فمینیستها را به مشارکت بیشتر در جهان علوم فناوری و کسب اعتبار در آن زمینه تشویق می‌کند. در یک مطلب منتشره در سال ۱۹۹۷، او اظهار داشت:
«من از فمینیستها می‌خواهم در فرایندهای جهان‌سازی علمی فنی به صورتی مستحکمتر مشارکت کنند. همچنین از فمینیست ها-کنشگران، تولیدکننده‌های فرهنگی، دانشمندان، مهندسان و محققان (همه رده‌های متداخل)- می‌خواهم که به رغم نادیده گرفته شدن فمینیسم در مطالعات و کردارهای علوم فناوری جریان عمده، به خاطر تنظیم و مشارکت مان در زمینه علوم فناوری شناخته شویم.»

## انتقادات
کارهای هاراوی از این نظر مورد انتقاد قرار گرفته است که از نظر «روش‌شناسی مبهم است» و با استفاده از زبان مبهم صورت می‌گیرد به‌طوری‌که «گاهی اوقات به نظر می‌رسد این پنهان‌کاری عمدی است». برخی منتقدان استدلال کرده‌اند که درک او از روش علمی سؤال‌برانگیز است و گاهی اکتشافات معرفت‌شناسی او عملاً بی‌معنی می‌شوند.
یک مقاله انتقادی از دیدگاه‌های هاراوی در مورد پستانداران که در سال ۱۹۹۱ مجله بین‌المللی پستاندارشناسی(International Journal of Primatology) منتشر شده است نمونه‌هایی از برخی از رایج‌ترین انتقادات به دیدگاه هاراوی به علم را بیان می‌کند:
این کتابی است صدها بار خود را نقض می‌کند؛ اما این نقدی بر آن نیست، زیرا خود نویسنده فکر می‌کند تناقضات نشانه‌های جوش خروش و شور و نشاط فکری است. این کتاب به‌طور نظام مند به تحریف و گزینش شواهد تاریخی می‌پردازد؛ اما این هم نقدی بر آن کتاب نیست، چرا که نویسنده فکر می‌کند که همه تفاسیر غرض ورزانه هستند و او این را وظیفه خود می‌داند که با گزینش حقایق از سیاست ورزی مد نظر خودش حمایت کند. این کتاب پر است از نثرهای مبهم فرانسوی که باعث می‌شود متون تیلارد دی شادرین در مقایسه با متن این کتاب همچون نگارش ارنست همینگوی جلوه کند؛ اما این هم نقدی بر این اثر به‌شمار نمی‌آید به این دلیل که نویسنده این نوع نگارش را دوست دارد و فکر می‌کند که بیان ساده و شیوا بخشی از یک توطئه برای ظلم و ستم به فقرا است. این کتابی است که ۴۵۰ صفحه پیرامون یک گنجه تاریک از بی ربطی‌ها سر و صدا می‌کند و در بخش نمایه ناگهان متوقف می‌شود، اما این هم نقدی بر این کتاب به‌شمار نمی‌آید زیرا نویسنده این را لذت بخش و با طراوت می‌پندارد که به مثابه ردیه‌ای بر تفکرات محافظه کار حقایق نامربوط را برهم بکوبد. این کتاب موجب خشمگین شدن من شده است؛ اما این نقص آن محسوب نمی‌شود زیرا این کتاب با هدف خشمگین‌سازی افرادی مثل من نگاشته شده است و نویسنده خوشحال تر هم می‌شد اگر من شدت عصبانیت می‌مردم. به‌طور خلاصه این کتاب بی عیب و نقص است چرا که در آن تمام کمبودها زائیده هنر است. با توجه به مفروضات آن در اینجا چیزی برای انتقاد باقی نمی‌ماند. تنها راهی که برای منتقدی مانند من که از این کتاب متنفرم باقی می‌ماند این است که مفروضات اساسی نویسنده آن را زیر سؤال ببرم—که شامل طبیعت و روابط، زبان دانش و علم می‌شود.
نقد دیگری از همان کتاب که در شماره سال ۱۹۹۰ مجله آمریکایی پستاندارشناسی (American Journal of Primatology) انتقادی مشابه به سبک ادبی و روش علمی هاراوی عرضه می‌کند:
خیلی جاها است که به نظر می‌رسد هیچ ویرایشگری متن را نخوانده و اصلاح نکرده است. به‌طور مستمر نوواژه‌ها ابداع می‌شوند و جملات پاراگراف‌ها طولانی و پیچیده و دشوار هستند. موضوعات بیوگرافی، تاریخ، تبلیغات، علم، علمی تخیلی و سینمایی در گیج‌کننده‌ترین طریق ممکن به هم بافته شده است. شاید ایده پشت این کار اینست که با القای یک حالت تکه‌تکه و جدا جدا، خوانندگان به یک دیدگاه خاص ایمان بیاورند. اگر خواننده مقداری پس زمینه قبلی نداشته باشد این کتاب به هیچ وجه تاریخ روشنی از انسان‌شناسی و نخستی‌شناسی به دست نمی‌دهد.

## انتشارات
- "Manifesto for Cyborgs: Science, Technology, and Socialist Feminism in the 1980s", Socialist Review 80 (1985): 65–108.
- "Situated Knowledges: The Science Question in Feminism and the Privilege of Partial Perspectives", Feminist Studies 14.3 (1988): 575-599.
- Primate Visions: Gender, Race, and Nature in the World of Modern Science, Routledge: New York and London, 1989. ISBN 978-0-415-90294-6
- Simians, Cyborgs and Women: The Reinvention of Nature, New York: Routledge, and London: Free Association Books, 1991 (includes "A Cyborg Manifesto"). ISBN 978-0-415-90387-5
- Modest_Witness Second_Millennium.FemaleMan©Meets_OncoMouse™: Feminism and Technoscience, New York: Routledge, 1997 (winner of the Ludwig Fleck Prize). ISBN 0-415-91245-8
- How Like a Leaf: A Conversation with Donna J. Haraway, Thyrza Nichols Goodeve, New York: Routledge, 1999. ISBN 978-0-415-92402-3
- The Companion Species Manifesto: Dogs, People, and Significant Otherness, Chicago: Prickly Paradigm Press, 2003. ISBN 0-9717575-8-5
- When Species Meet, Minneapolis: University of Minnesota Press, 2007. ISBN 0-8166-5045-4
- Staying with the Trouble: Making Kin in the Chthulucene, Durham: Duke University Press, 2016. ISBN 978-0-8223-6224-1
- Manifestly Haraway, Minneapolis: University of Minnesota Press, 2016. ISBN 978-0-8166-5048-4